# Fernando Roldán
Fernando Roldán (15 de outubro de 1921 - 23 de junho de 2019) foi um futebolista chileno. Ele competiu na Copa do Mundo FIFA de 1950, sediada no Brasil.